# Никола Лекић (генерал)
Никола Лекић (Краље, код Андријевице, 13. децембар 1919 — 1994), учесник Народноослободилачке борбе, генерал-потпуковник авијације-пилот ЈНА и први домаћи авијатичар који је у млазном авиону летео брже од звука.

## Биографија
Рођен је 13. децембра 1919. године у селу Краље, код Андријевице, у породици Благоја Лекића. Након основне школе, завршио је гимназију у Беранама, где се укључио у омладински револуционарни покрет. Пре Другог светског рата је студирао на Правном факултету у Београду.
С окупацијом Краљевине Југославије, ухапшен је од стране снага НДХ у Пријепољу. Године 1941. укључио се у Народноослободилачку борбу, поставши борац Милешевске партизанске чете. Наредне године је постао члан Комунистичке партије Југославије (КПЈ). Исте године, 1942. када је формирана Трећа пролетерска санџачка ударна бригада, Лекић је постао њен борац, а потом и политички комесар чете.
Током рата се налазио, од прве половине 1943. године, на дужностима заменика обавештајног официра у Првој пролетерској ударној бригади и обавештајног официра у Шеснаестој војвођанској дивизији. Од лета 1944. године, бива премештен на рад у Одељење за заштиту народа (ОЗН). Најпре је био начелник Озне при Главном штабу НОВ и ПО Војводине, а потом и помоћник начелника Озне Треће армије ЈА. На тој дужности је дочекао крај рата и ослобођење Југославије.

### Послератни период
После рата је наставио професионалну војну каријеру у Југословенској народној армији (ЈНА). Налазио се на дужностима — команданта ескадриле, команданта ваздухопловног пука и команданта дивизије. Обављао је и функцију начелника Одељења авијације у Команди Ратног ваздухопловства и противваздушне одбране СФРЈ. Завршио је Вишу војну ваздухопловну академију ЈНА и Курс оператике ЈНА.
Након рата, по пријему првих партија млазних авиона Ф-86Е сејбр, у уторак, 31. јула 1956. године, око 11,30 часова, командант 44. ваздухопловне дивизије, тада пуковник Никола Лекић, достигавши авионом Ф-86Е висину од 15.000 метара, започео је окомито обрушавање великом брзином, након чега је пробио звучни зид изнад војног аеродрома у Батајници чиме је постао први домаћи пилот који је летео брже од звука.
Поред своје војне каријере, Лекић је био и спортски функционер. Налазио се на месту председника Фудбалског клуба „Партизан” у периоду од 1975. до 1979. године. Пензионисан је 1977. године у чину генерал-потпуковника ЈНА.
Преминуо је 1994. године.
Носилац је Партизанске споменице 1941. и других југословенских одликовања, међу којима су — Орден партизанске звезде са сребрним венцем, Орден братства и јединства са сребрним венцем и др.